# Bretz (Adelsgeschlecht)

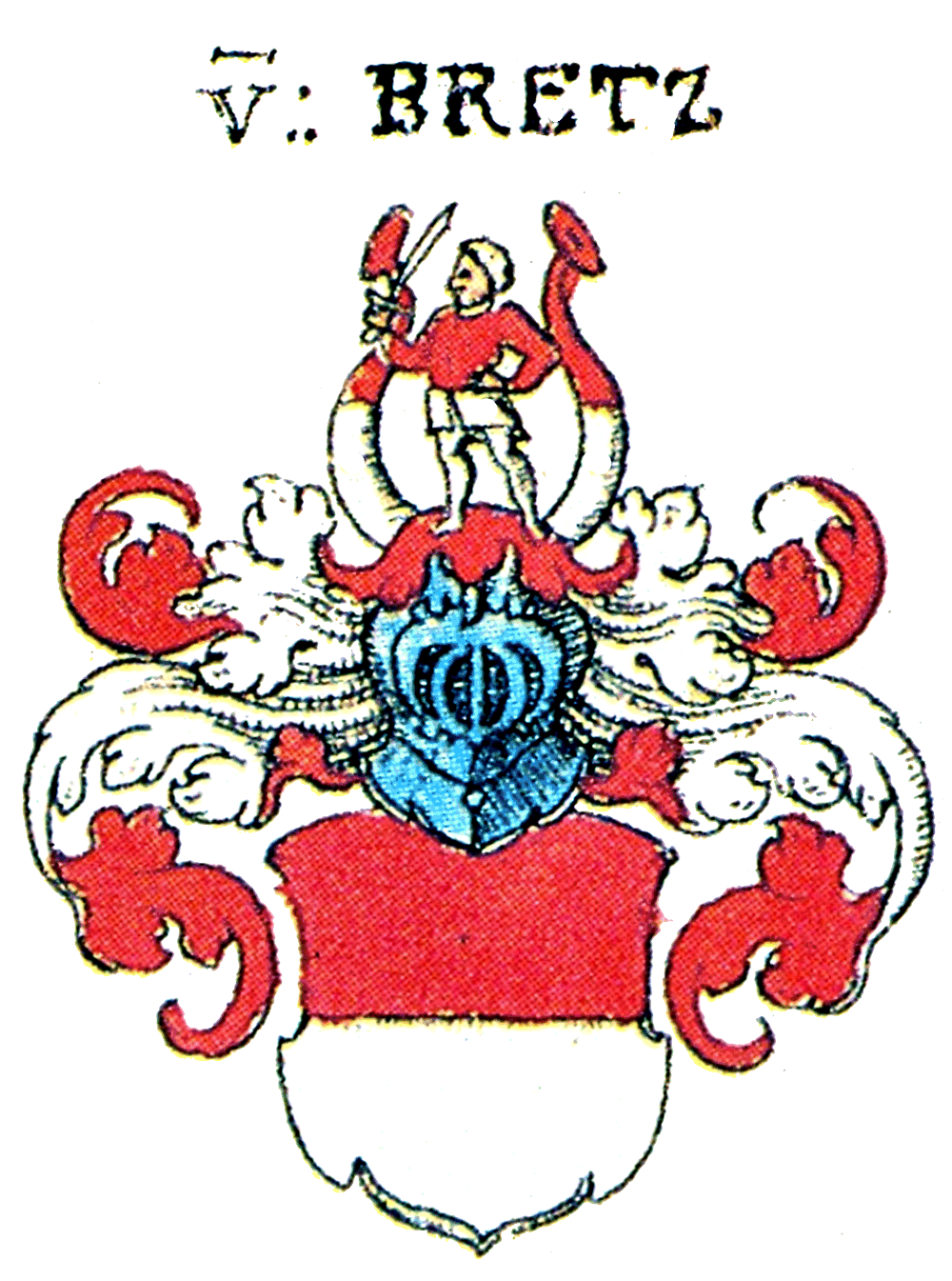
Wappen derer von Bretz

Die Familie von Bretz war ein fränkisches Adelsgeschlecht schwäbischen Ursprungs.

## Ursprung
Die genaue Herkunft des Geschlechts ist noch nicht geklärt. Sie könnte in der Region des heutigen Stuttgarts liegen, da dort der Stammsitz der Herter von Hertneck lag, die ähnliche Motive und Farben in ihrem Wappen verwendeten.

## Wappen
Blasonierung: Von Rot über Silber geteilt. Auf dem Helm mit rot-silbernen Helmdecken Büffelhörner tingiert wie der Schild, dazwischen ein in den gleichen Farben geteilter Mann, der einen Krummsäbel in seiner rechten Hand hält.